# Voiture panoramique de type Rheingold 1962
Les voitures panoramiques de type Rheingold 1962 sont une série de cinq voitures panoramiques du chemin de fer fédéral allemand construites entre 1962 et 1963 par Wegmann & Co. (de) pour assurer la relation homonyme.

## Historique

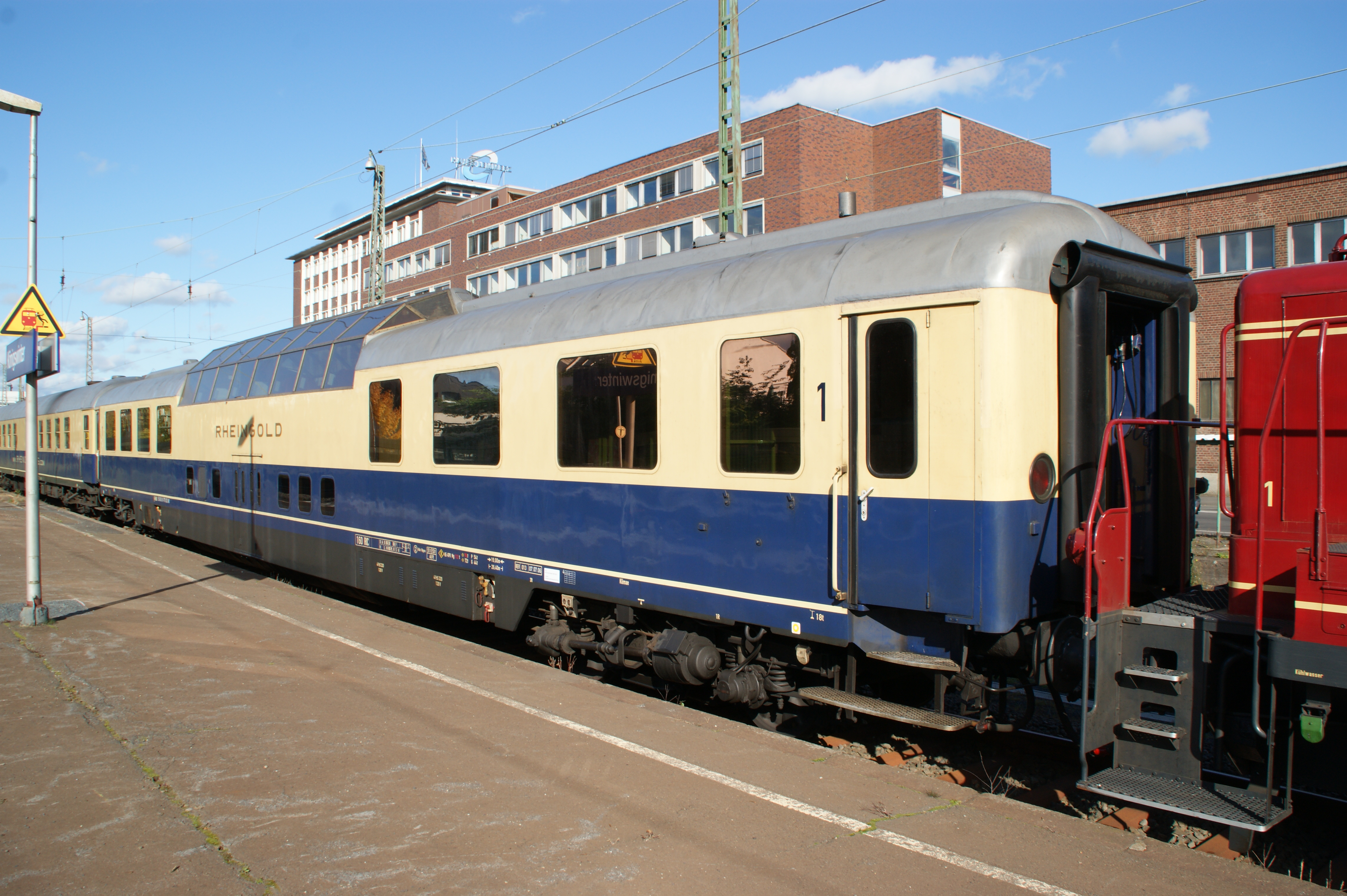
Livrée d'origine (1962-1966)

Pour l'horaire d'été de 1962, la Deutsche Bundesbahn mettait en service le nouveau F-Zug (Fernzug) Rheingold entre Amsterdam/Dortmund et Bâle, et composé de nouvelles voitures de 1re classe de grand confort à air conditionné. Pour remplacer l'ancien matériel roulant, la DB avait passé commande de 10 voitures à compartiments et couloir latéral (type Av4üm), 5 voitures à couloir central (type Ap4üm), 2 voitures-restaurants avec la cuisine et l'office répartis sur deux niveaux (type SDWR 4üm, propriété de la Deutsche Schlafwagen- und Speisewagengesellschaft (de) DSG) et 3 voitures panoramiques (type AD4üm) inspirées des voitures-dôme « Vista-dome » américaines. Toutes les voitures arborent une livrée bleu roi et ivoire rappelant le mythique train de luxe des années 1930, du temps de la DRG.
Dès l'année suivante, la DB complétait son parc avec 12 Av4üm, 6 Ap4üm, 3 WR4üm et 2 AD4üm supplémentaires, afin d'exploiter en commun le Rheingold avec la relation Rheinpfeil (« Flèche du Rhin ») Dortmund–Munich.

### Trans-Europ-Express

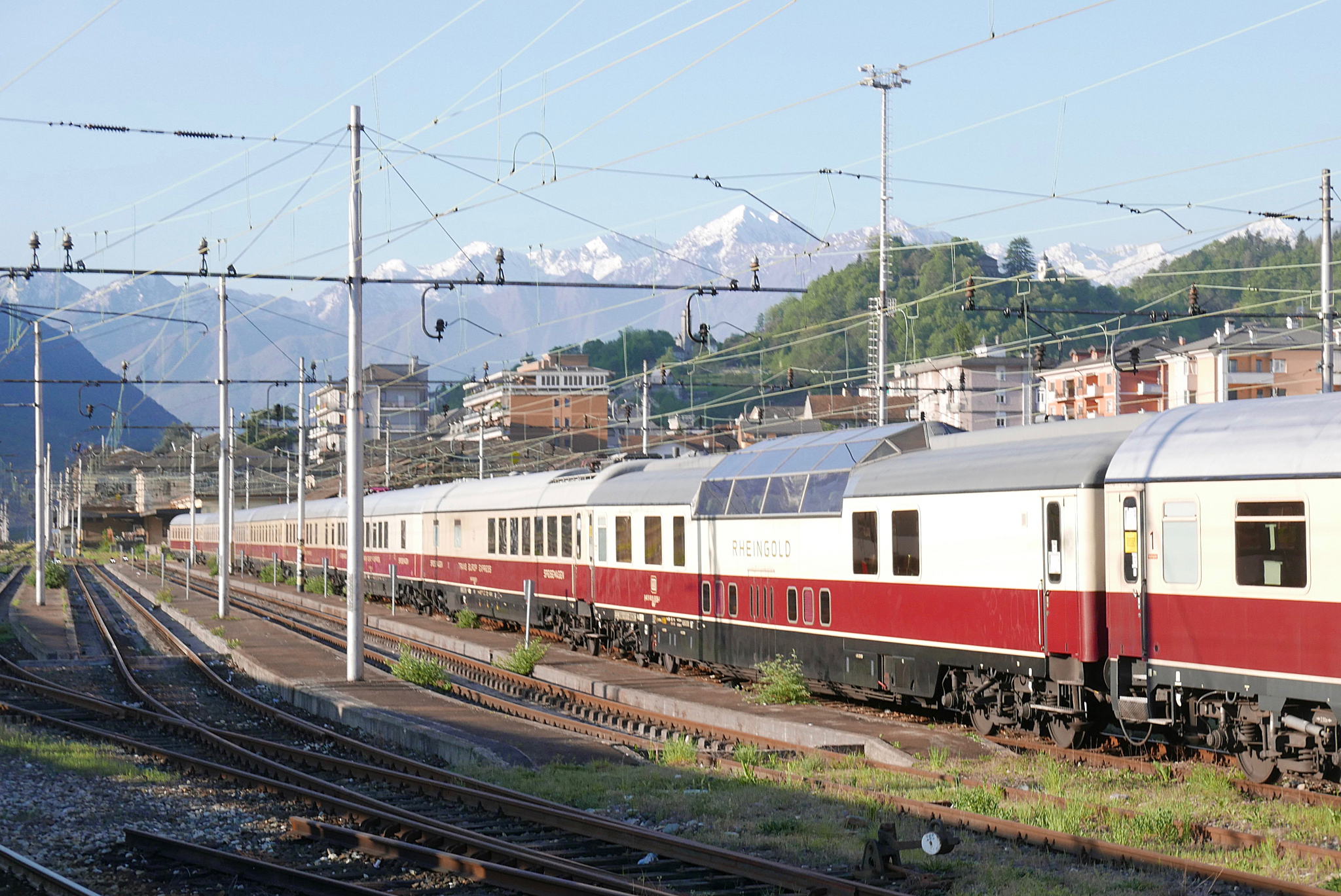
Livrée TEE (1965-1976)

Le 30 mai 1965, Rheingold (prolongé jusqu'à Genève) et Rheinpfeil passaient dans le giron des Trans-Europ-Express ; les 43 voitures perdirent leur couleur bleu roi/ivoire au profit du rouge bordeaux et crème, livrée propre aux TEE. La transition dura jusqu'à la fin de l'année 1966 ; durant cette période, les trains des Rheingold et Rheinpfeil furent composés de voitures bleues et rouges aléatoirement mélangées.
Le Rheinpfeil cessa d'être un TEE dès le 26 septembre 1971, mais continua de véhiculer les voitures TEE en commun avec le Rheingold durant 18 mois, jusqu'au 2 juin 1973. Dès le lendemain, les cinq ADmh101 furent incorporées dans les TEE Rheingold et Erasmus (La Haye–Munich), jusqu'au 29 mai 1976. À cette date, les cinq voitures-dôme furent définitivement retirées des services TEE et réformées en décembre de la même année, notamment par le fait qu'il n'était pas possible de les adapter à une vitesse maximale de 200 km/h voulue par la DB pour ses trains TEE.

### Apfelpfeil

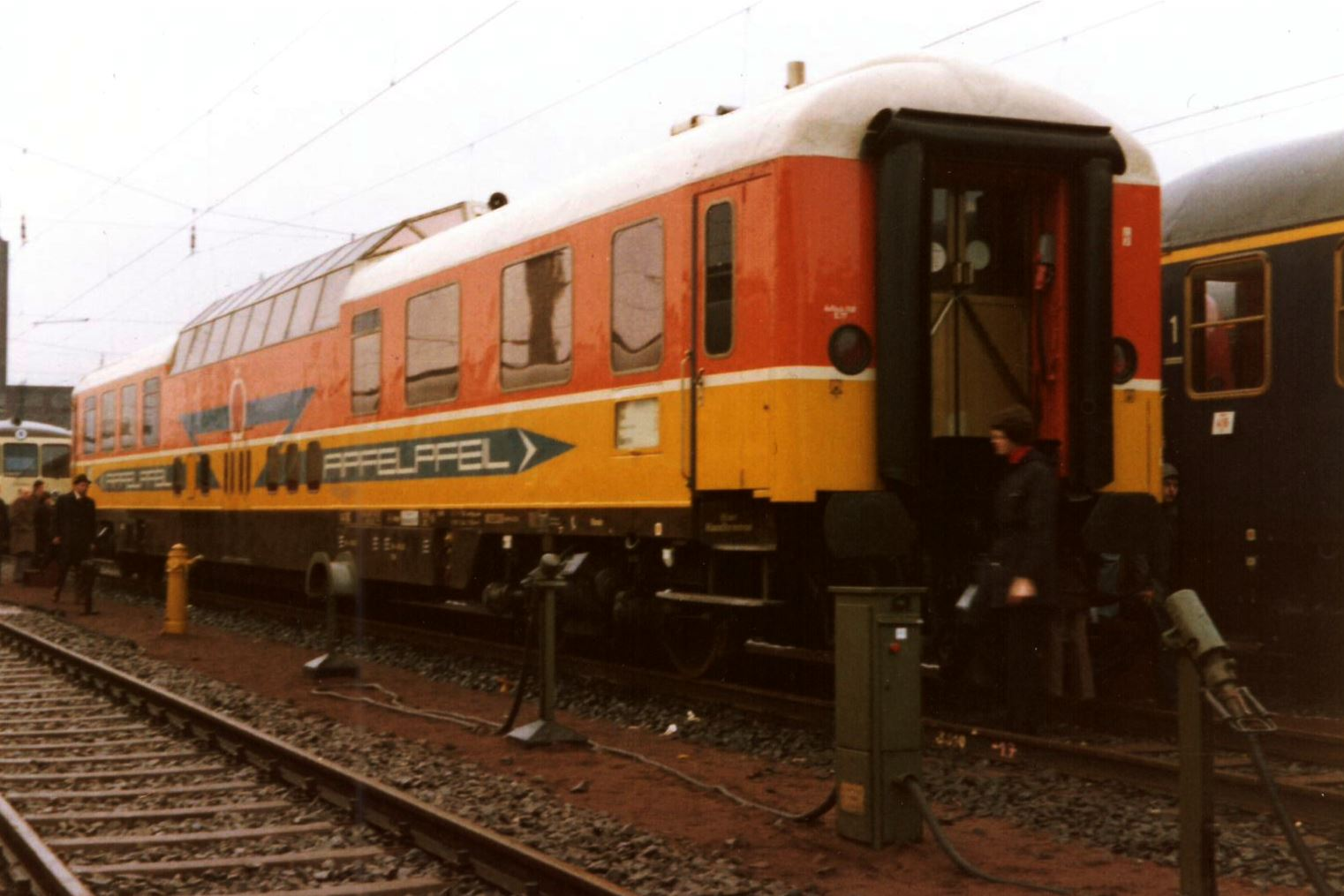
Livrée Apfelpfeil (1977-1979)

La DB céda les désormais inutiles voitures-dôme au tour-opérateur Apfelpfeil (de) (IAO : Internationale Apfelpfeil Organisation), qui les mettra en service dès 1977 après quelques transformations assorties d'une nouvelle livrée orange et jaune. Les voitures sont désormais immatriculées ADm101 51 80 09-42 911 à 915. La faillite d'Apfelpfeil sera prononcée deux ans plus tard, en 1979.
Afin de leur permettre de sillonner sans restriction les réseaux ferroviaires européens, Apfelpfeil a fait reconstruire et abaisser d'une vingtaine de centimètres les dômes panoramiques de toutes les voitures. Ces nouveaux dômes équipent encore les voitures de nos jours.

### Reisebüro Mittelthurgau

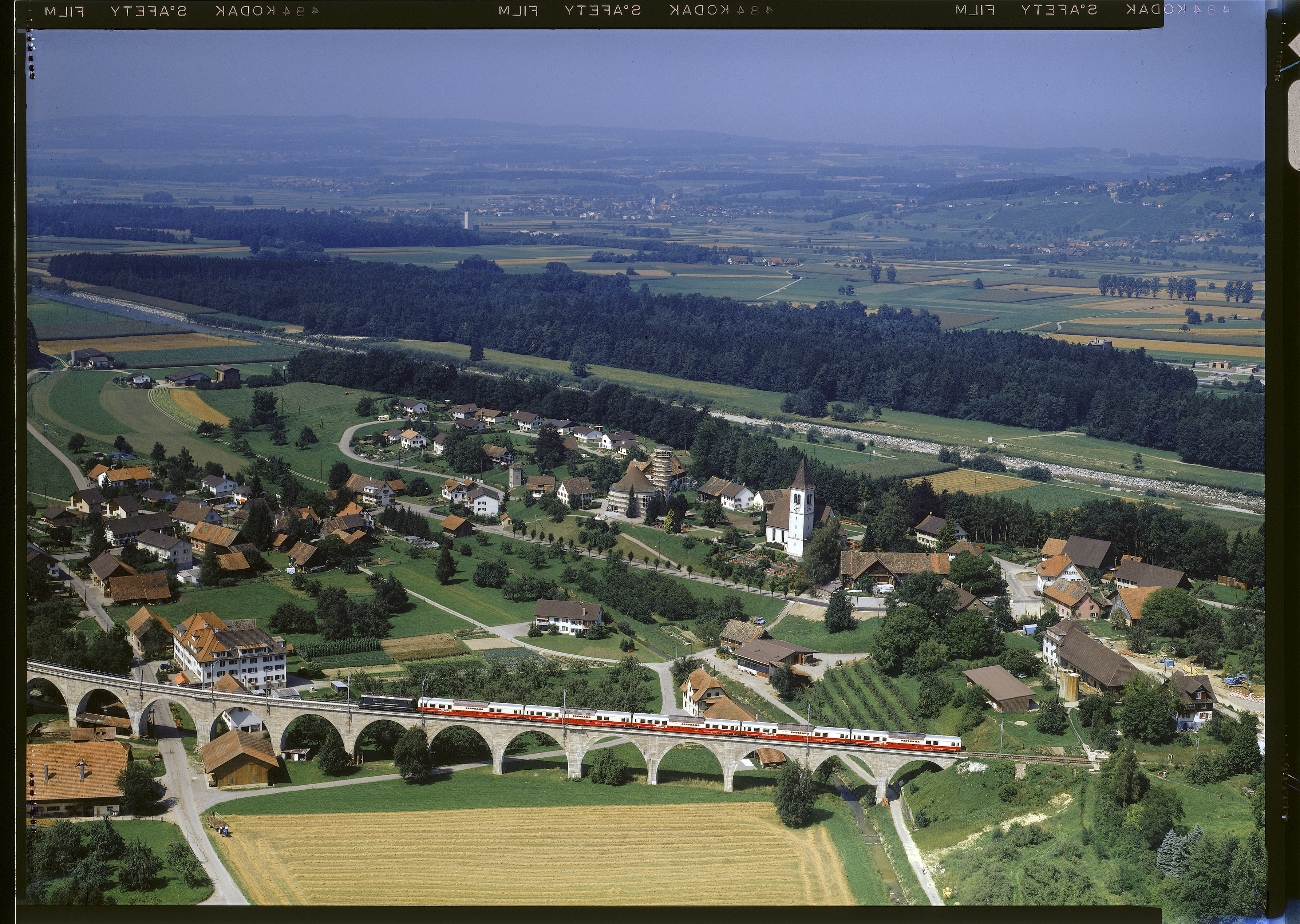
Les cinq voitures réunies, franchissant le viaduc de Bussnang, tractées par la Re 4/4II 21 du MThB

En 1981, Reisebüro Mittelthurgau (de) (RMT), à ce moment filiale du Mittelthurgaubahn (MThB), acquiert les cinq voitures, désormais immatriculées WGm 51 80 09-80 201 à 205, et leur rend leur mythique livrée TEE bordeaux et crème, flanquée d'un écusson thurgovien et baptisées Panorama. Cependant, afin de les harmoniser avec la livrée du moment sur les voitures TEE/IC de la Deutsche Bundesbahn auxquelles elles pourraient être attelées, le rouge bordeau descend jusqu'en bas de caisse.

### Tågkompaniet

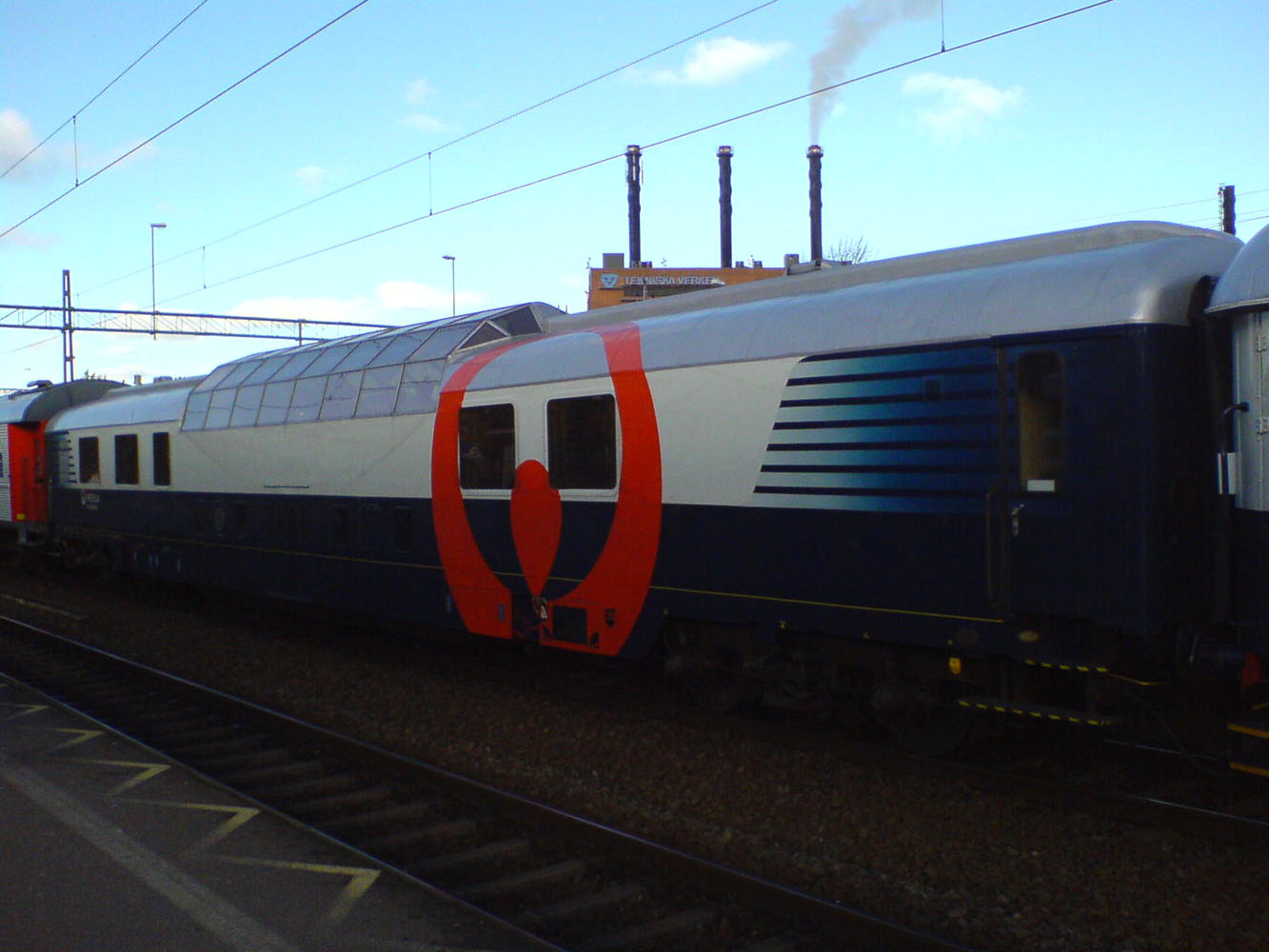
La voiture NetRail-Veolia (2008-2013)

La compagnie suédoise Tågkompaniet (TKAB) rachète en 1999 les cinq voitures au RMT. Arborant une nouvelle livrée verte et blanche, les voitures-dôme ont été baptisées en l'honneur de divers animaux nordiques : Järven (gloutons, voiture no 201), Räven (renards polaires, 202), Älgen (élans, 203), Lodjuret (lynx boréaux, 204) et Björnen (ours, 205). Leur remise en service interviendra en 2000 sur la ligne de Malmbanan, entre Stockholm, Luleå et Narvik, jusqu'en 2003 lorsque Connex a repris le trafic voyageur de la ligne. Une fois de plus, les cinq voitures sont mises sur la touche... Deux ans plus tard, Tågkompaniet a revendu les véhicules 202 et 205 à diverses associations et musées allemands, ne gardant que la première voiture de la série. Celle-ci, no 201, a été acquise par la société Trafikaktiebolaget Grängesberg–Oxelösunds Järnvägar (sv) (TGOJ), puis en 2008 par NetRail, qui la loue à Veolia (Suède), cette dernière l'utilisait entre Malmö et Stockholm. Enfin, en 2013, NetRail a vendu la voiture au néerlandais Gravaco qui la cède à RailPromo B.V. (nl) basé à Hendrik-Ido-Ambacht, et qui l'utilise comme Panorama Rail Restaurant

### De nos jours
Les cinq voitures ont survécu jusqu'à nos jours chez différents affréteurs, associations et musées :
- 10 551 : après NetRail-Veolia, RailPromo (nl), Panorama Rail Restaurant ;
- 10 552 : appartient au Freundeskreis Eisenbahn Köln (de) (FEK) qui la rénovée et repeinte aux couleurs bleu roi et ivoire d'origine et la fait circuler dans son train Rheingold 1962 : ADm 56 80 81-71 002-8[6] ;
- 10 553 : après avoir passé par le Vulkaneifelbahn (Vulkan-Eifel-Bahn Betriebsgesellschaft (de)), elle fut vendue en 2010 à RailAdventure[7] : SRmz 61 85 89-90 003-3 ;
- 10 554 : acquise par la Deutsche Bahn Historische Verkehrer, cédée à AKE-Eisenbahntouristik, elle est rénovée et repeinte aux couleurs TEE, et entre dans la composition historique Rheingold 1963[8] : ADmh101 56 80 81-90 004-1. Petite erreur à noter : l'inscription « RHEINGOLD » est incorrecte ; la voiture n'arbora en livrée TEE que l'inscription « DEUTSCHE BUNDESBAHN » ;
- 10 555 : reprise par le DB Museum Koblenz (de)[9] qui l'a prêtée pour une durée minimale de 20 ans à la ville de Cobourg. Elle sera repeinte dans sa livrée TEE et est destinée à devenir un centre d'information et lieu événementiel[10],[11]. En mai 2017, elle a été déplacée sur le site de l'ancienne gare marchandises de Cobourg[12].

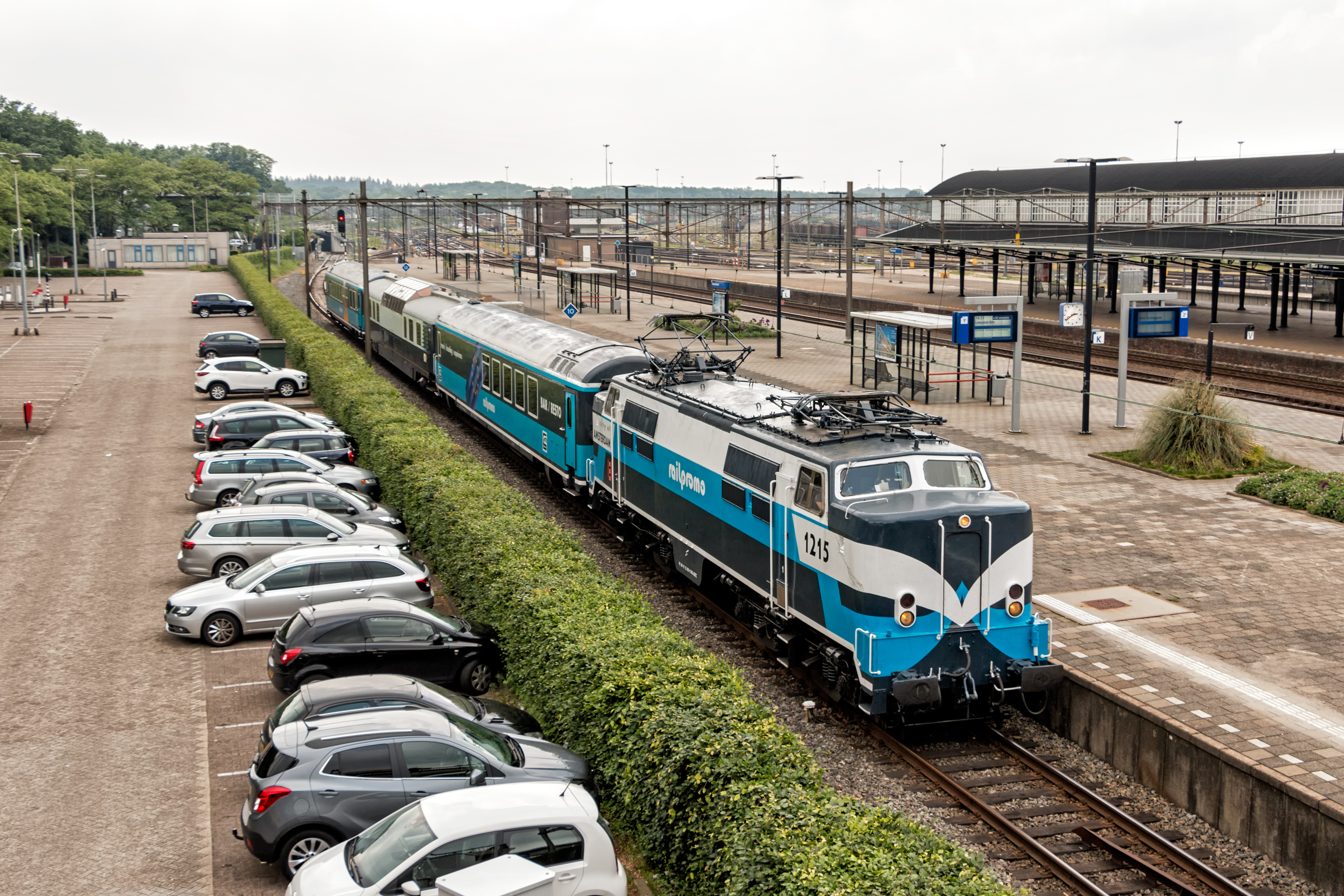
La 10 551 aujourd'hui Panorama Rail Restaurant dans le train RailPromo B.V. (nl), au passage d'Amersfoort.
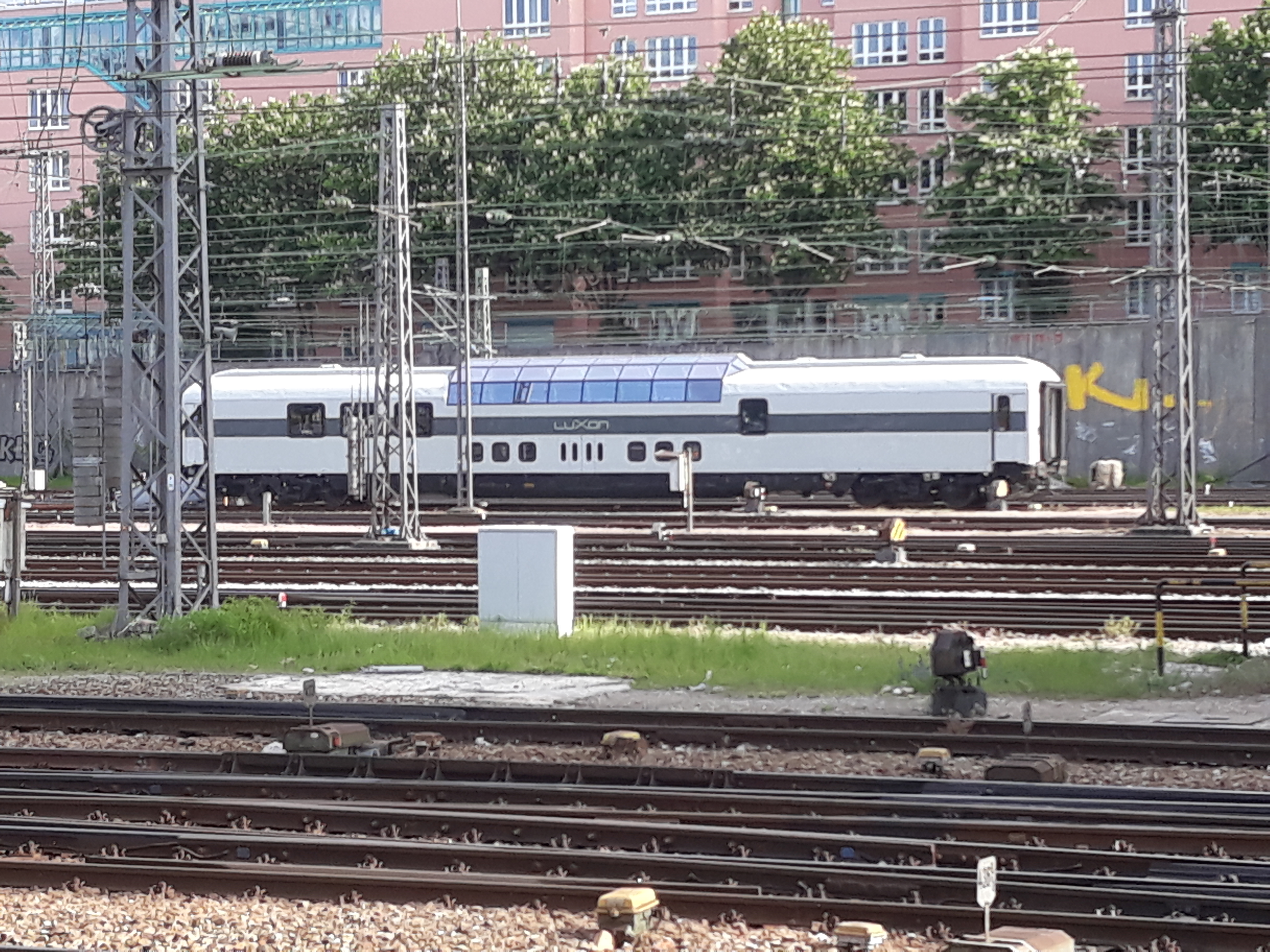
La 10 553 aujourd'hui SRmz 61 85 89-90 003-3 LuXon  de RailAdventure en avant-gare centrale de Munich.
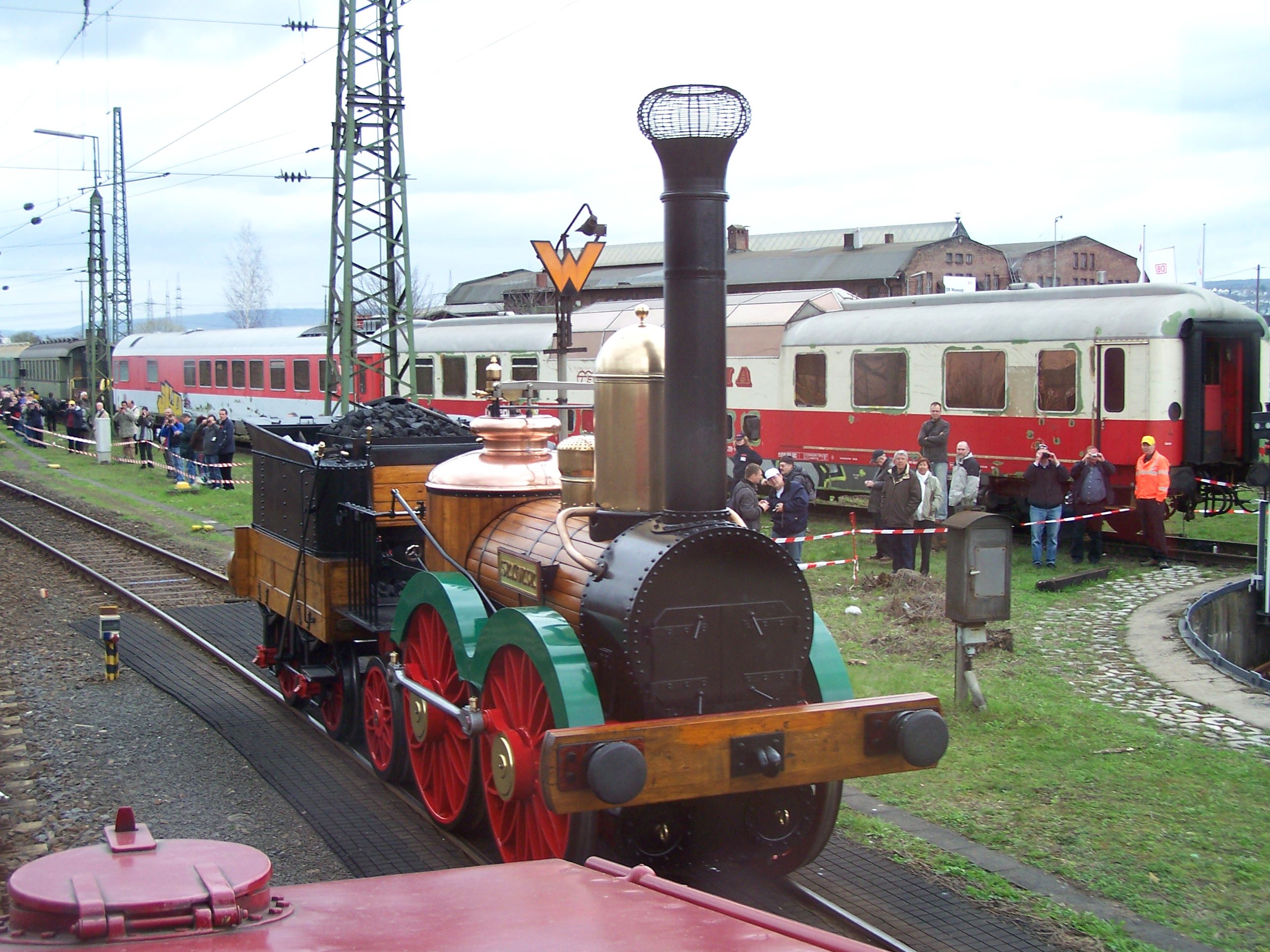
La 10 555 débarrassée de sa livrée Tågkompaniet laissant apparaître la livrée RMT, en attente de rénovation au musée DB de Coblence-Lutzel.

## Sous-séries
La série a été commandée au constructeur Wegmann & Co. (de) en deux fois, d'abord une tranche de trois voitures livrées en 1962 pour assurer le seul Rheingold, puis deux autres unités pour combiner avec le Rheinpfeil, réceptionnées en 1963. Les livrées étaient identiques et les sous-séries ne se distinguaient que par le nombre et la longueur des carreaux composant le dôme d'observation, ainsi que par l'inscription en lettres majuscules dorées, peinte au centre de la voiture sous les fenêtres du dôme :
- Les trois premières voitures, immatriculées SDA4üm 10 431 à 10 433 puis AD4üm 10 551 à 10 553, avaient un dôme composé de 8 petits carreaux par rangée, et le nom du train « RHEINGOLD » écrit en toutes lettres ;
- Les deux dernières voitures, immatriculées AD4üm 10 552 et 10 553, avaient un dôme composé de 4 grands carreaux par rangée, et le nom du de la compagnie « DEUTSCHE BUNDESBAHN » écrit en toutes lettres.

Une fois que toutes les voitures furent livrées, la première sous-série, malgré l'inscription, n'était pas réservée au seul Rheingold, et toutes les voitures assuraient aléatoirement au gré des rotations les deux relations ; il était donc normal de voir une voiture marquée Rheingold entrant dans la composition du Rheinpfeil. Après l'incorporation des deux trains dans les services TEE en 1965, la nouvelle livrée bordeaux/crème remplaça le bleu/ivoire, mais les inscriptions restèrent identiques.
Actuellement, deux voitures ont été rénovées et repeintes pour assurer des trains nostalgiques TEE Rheingold : l'une en bleu roi et ivoire d'origine, l'autre en rouge bordeaux et crème des TEE. La voiture rouge est une de la seconde sous-série (ADmh101 56 80 81-90 004-1, ex- 10 554) avec de grands carreaux composant le dôme ; mais afin de respecter le thème Rheingold 1963, l'on préféra apposer le nom du train en lettres majuscules dorées plutôt que la raison sociale.

## Technique
La voiture-dôme découle directement des voitures UIC-X et a été construite à l'instar des récentes m-Wagen de la DB selon les normes UIC (longueur standard de 26,400 m), tout en respectant les critères de confort exigés par les services TEE, comprenant notamment une installation d'air conditionné.
Comme toutes les autres voitures de la série (Av4üm, Ap4üm et WR4üm), l'AD4üm était de construction soudée avec ossature de châssis en acier St 52, mais pour cette voiture spéciale, il a fallu renforcer le châssis par des entretoises disposées diagonalement. Les parois étaient constituées de tôle d'acier de 2 mm d'épaisseur, 1,5 mm au pavillon, et les extrémités de la voiture furent renforcées avec de la tôle de 3 mm. Le plancher supérieur de type autoporteur est réalisé en acier et bois ; et l'isolation phonique a été particulièrement étudiée afin de parer les risques de résonance créés par niveaux superposés. Le dôme est réalisé avec une ossature composée de profilés à grande résistance, et des verres spéciaux, teintés pour éviter les éblouissements et empêcher la pénétration de chaleur, sont utilisés pour le vitrage. Malgré tout, l'isolation thermique est moins efficace qu'ailleurs, et il a fallu augmenter la capacité du conditionnement d'air de type Jettair.
Les bogies sont du type Minden-Deutz (de) MD 50 à suspension renforcée, avec freins Knorr incorporés et frein électro-magnétique.

## Aménagements
La partie la plus emblématique est bien sûr le dôme d'observation, surélevé afin que les voyageurs profitent d'une meilleure vue sur les paysages traversés. Situé au centre de la voiture, le dôme s'étend sur une longueur de 8,412 m et dispose de 22 fauteuils réglables, dont 18 en disposition 2+1 et orientables dans le sens de marche, plus 4 fixes aux extrémités, en disposition 1+1 de part et d'autre de l'escalier de 5 marches permettant d'accéder au compartiment panoramique à chaque extrémité du dôme. en bas des escaliers, à hauteur normale de plancher, on trouve d'un côté un espace bar doté d'un comptoir avec 3 tabourets fixes, quatre paires de fauteuils disposés en vis à vis autour d'une petite table, et enfin une banquette longitudinale à 4 places disposée dos à une fenêtre. De l'autre côté du dôme, à l'opposé du bar, sont offerts à la disposition des passagers un compartiment secrétariat et deux compartiments voyageurs traditionnels à couloir latéral, disposant de 6 fauteuils chacun. À chaque extrémité de la voiture, accolé à la plateforme d'accès, s'ouvre un cabinet WC. Enfin, sous le compartiment panoramique et à un niveau inférieur à celui du plancher normal, prennent place un compartiment postal offrant une liaison téléphonique, un grand compartiment bagages et un local technique pour les appareils de climatisation.
Le plancher normal est situé à une hauteur de 1,232 m au-dessus du niveau du rail ; le niveau du compartiment dôme est à 2,180 m, soit surplombant de 94,8 cm le reste des espaces voyageurs. Sous le compartiment panoramique, le plancher n'est qu'à 32 cm au-dessus du rail et le plafond offre une hauteur utile de 1,80 m.
Des essences de bois nobles furent utilisées pour réaliser la décoration intérieur ; au cours des différents propriétaires, chacun aménagera les voitures selon ses besoins.

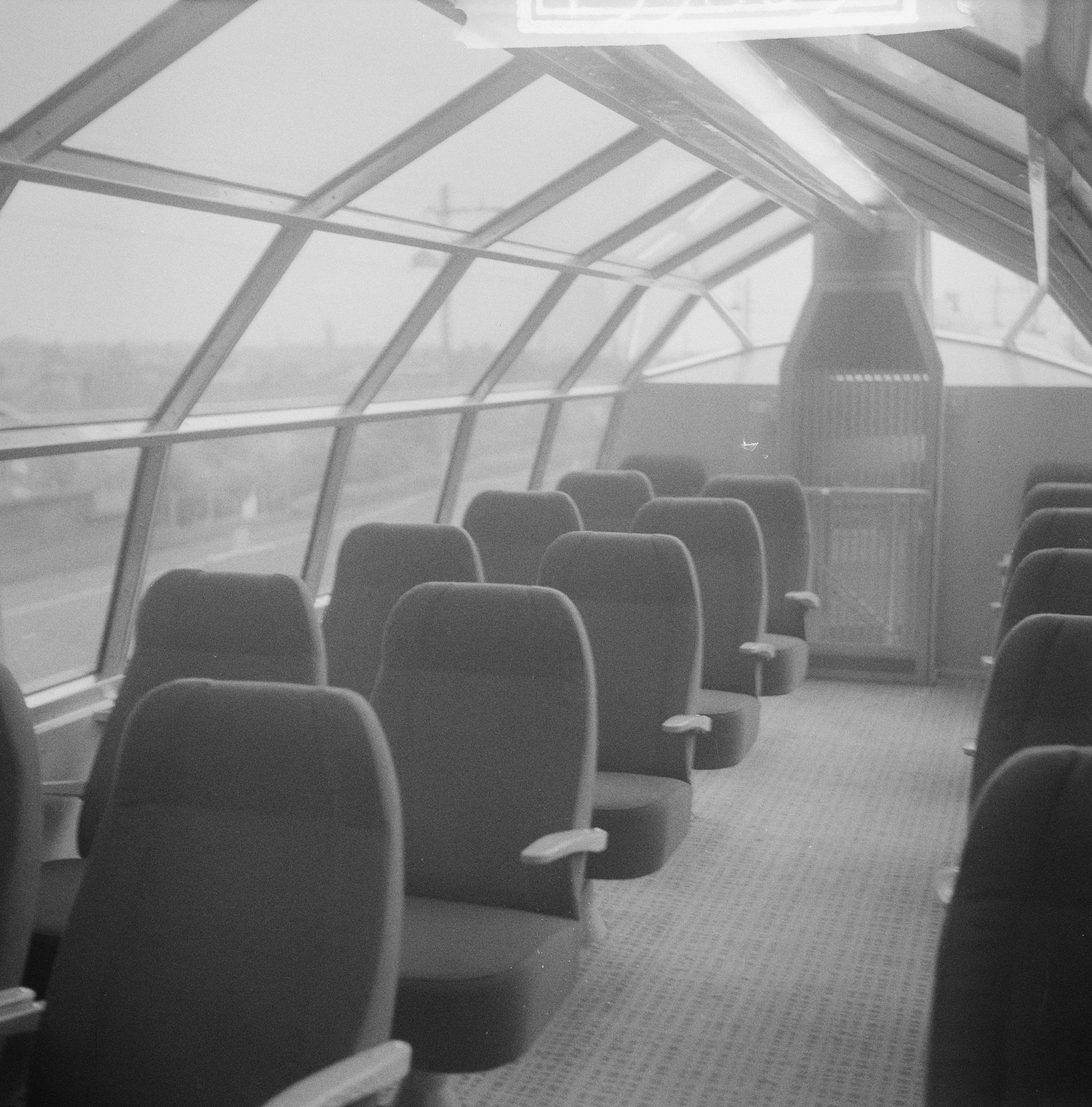
Aménagement d'origine du dôme
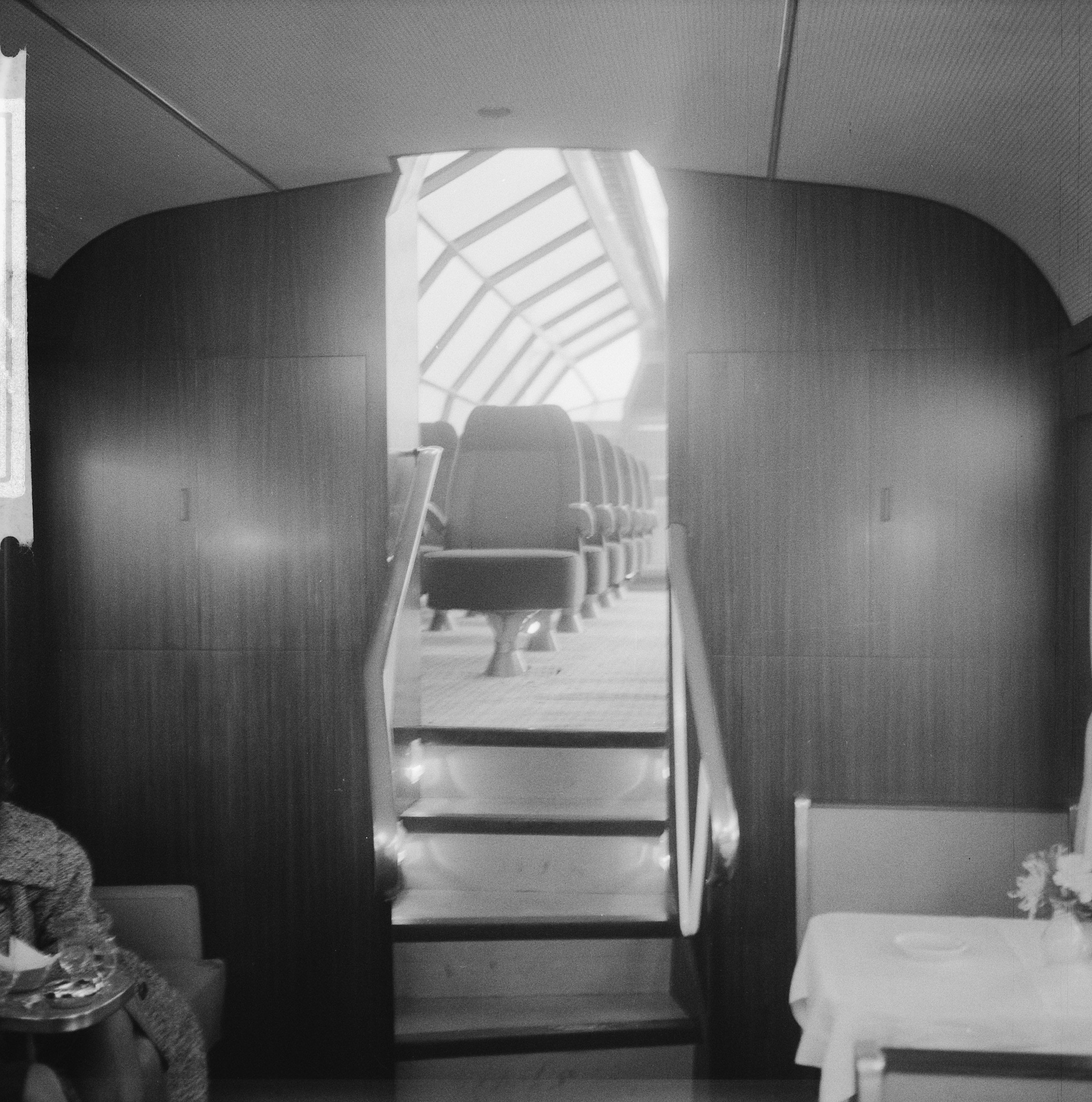
Vue du dôme depuis le bar ; à gauche la banquette longitudinale à 4 places
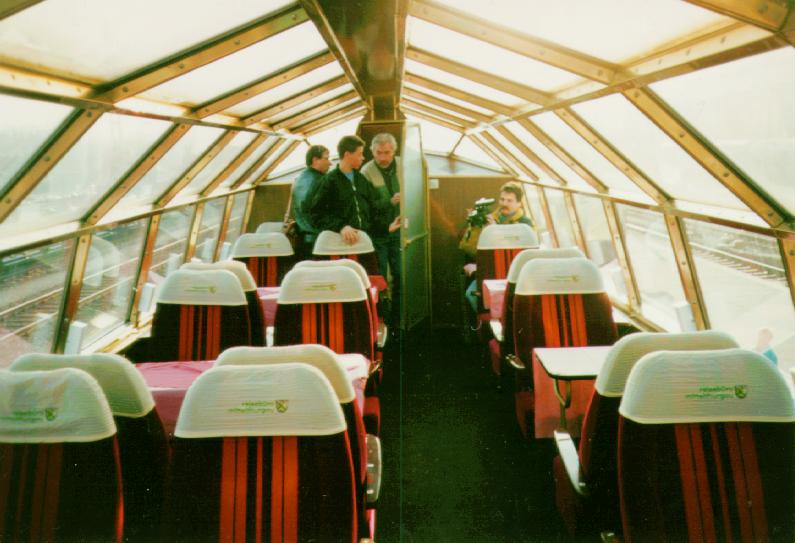
Appuis-tête aux couleurs RMT (1981-1999)
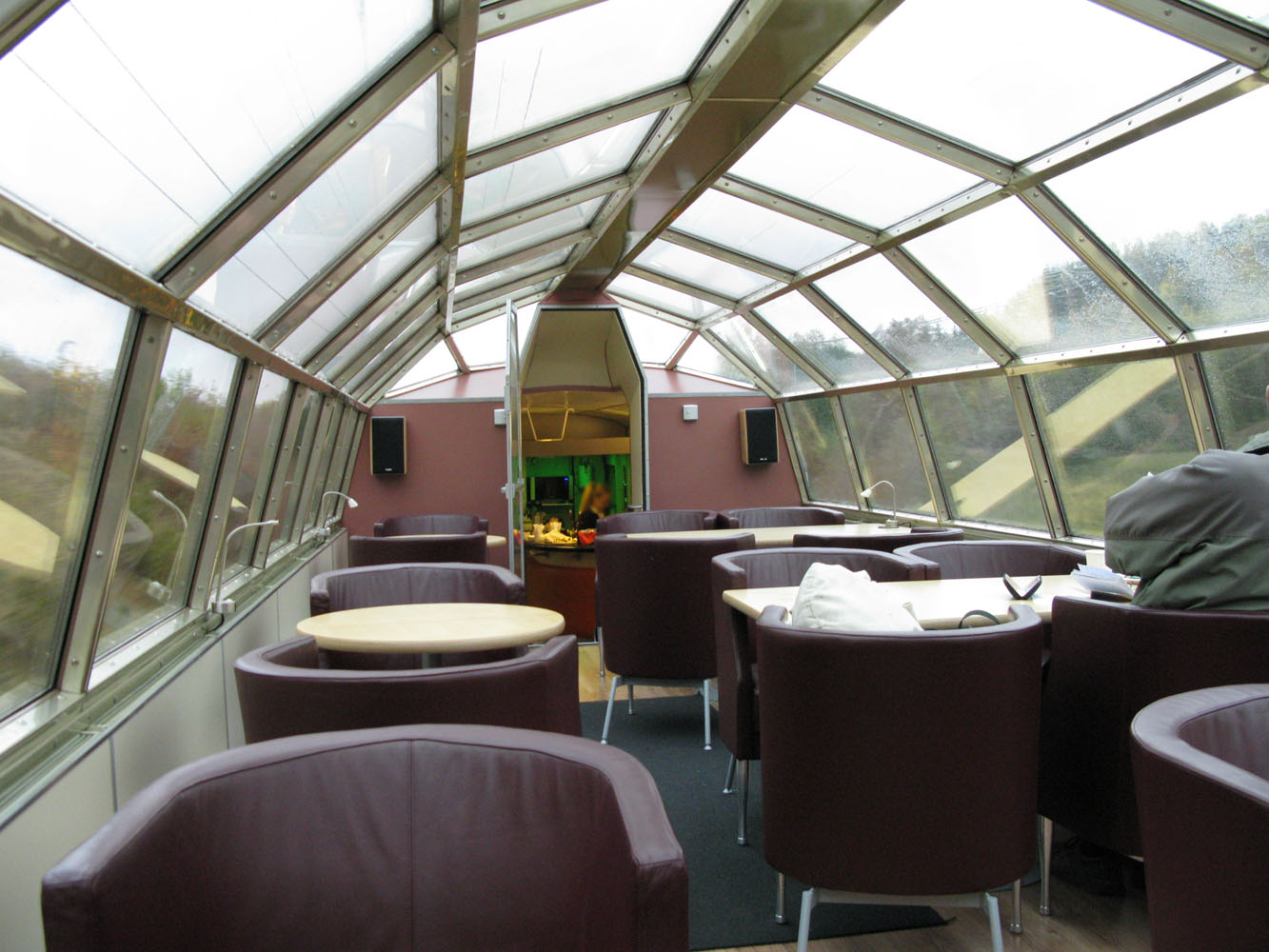
Aménagement du compartiment panoramique de la voiture NetRail-Veolia
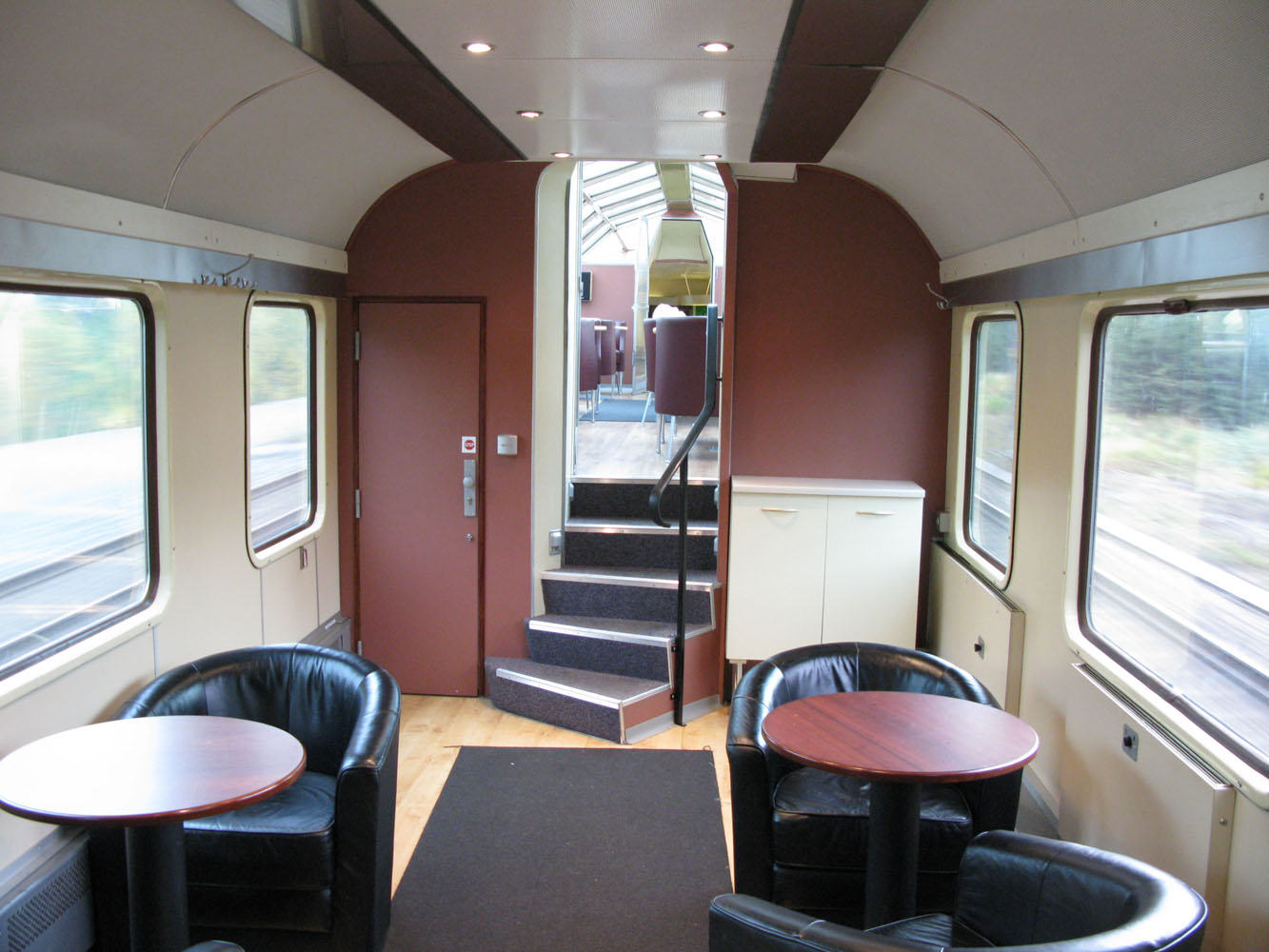
Aménagement du compartiment bar de la voiture NetRail-Veolia